# Рафаил Столев
Рафаил Столев Семерджиев е български общественик от Македония.

## Биография
Роден е в 1847 година във Вратница, тогава в Османската империя. Син е на Сталю Семержиев и Мария Сталева.
Взима дейно участие в борбата за независима българска църква в Цариград в периода 1870 - 1872 година. В 1900 година е делегат на Провадийското дружество на Седмия македонски конгрес. В 1917 година подписва Мемоара на българи от Македония от 27 декември 1917 година.
По занятие е хлебар, но работи още като касапин, а отделно е и общински съветник в Провадия в един период от живота си. Женен е за Назлинка Столева (1881 - 1938), която е също родом от Македония.
Умира на 1 март 1932 година в Марийнската държавна болница във Варна.